# Flandersův žebřík
Flandersův žebřík (v anglickém originále Flanders' Ladder) je 21. díl 29. řady (celkem 639.) amerického animovaného seriálu Simpsonovi. Scénář napsal J. Stewart Burns a díl režíroval Lance Kramer. V USA měl premiéru dne 20. května 2018 na stanici Fox Broadcasting Company a v Česku byl poprvé vysílán 2. července 2018 na stanici Prima Cool.
Epizoda byla věnována památce spisovatele Toma Wolfa, který daboval sám sebe v dílu Vočko veršotepcem. Zemřel na akutní infekci dne 14. května 2018.

## Děj
Jedné bouřlivé noci Bart přiměje Lízu, aby si zahrála děsivou hru. Poté na internet umístí fotky, na kterých je vyděšená. Během přípravy jídla udeří blesk do elektrického vedení a rodina je odříznuta od internetu.
Aby si ukrátili čas, vyhrabou starý VHS přehrávač. Ten se však brzy rozbije, a tak jdou Bart s Homerem do domu Neda ukrást jeho router, jelikož mu internet funguje. Bart vyleze po žebříku na půdu, ale protože Homer je rozptýlený svým telefonem, Bart ztratí rovnováhu, zasáhne ho blesk a upadne do kómatu. Doktor Dlaha říká, že Bart asi přežije, a doporučí na něj mluvit o pozitivních věcech, čímž mohou Bartovi kóma zpříjemnit. Líza zůstane s Bartem sama, a protože ji předtím vyděsil a zostudil, pomstí se mu tím, že mu přivodí noční můry.
Bart se v noční můře probudí se ve své posteli, přijde za ním duch Maude a vystraší ho. Bart si poté do svého domku na stromě dává kříže, aby udržel duchy venky, což však nefunguje. Milhouse navrhne Bartovi, aby si promluvil s psychiatrem Samuelem Elkinsem, ale ukáže se, že i on je duch, který pět minut před Bartovou schůzkou spáchal sebevraždu.
Elkins pak Bartovi oznámí, že má dar vidět mrtvé, a požádá ho o pomoc s pomstou proti jinému lékaři. Bart zareaguje tím, že jej přiměje hrát děsivou hru, čímž mu způsobí infarkt a umožní Elkinsovi odejít do posmrtného života. Objeví se další duchové zemřelých postav seriálu a žádají Barta o pomoc. Líza mu nadále přivolává noční můry, dokud Dlaha neřekne, že by mu to mohlo způsobit trvalé poškození mozku, či dokonce smrt.
Když se Líza Bartovi za své jednání omlouvá a snaží se to napravit, přijde Homer s jídlem a řekne, že je „málem zdechl“, což Barta k Lízině hrůze do této noční můry ještě víc uvrhne. Bart ve snu se konečně dostane k Maude a ta jej požádá o pomoc v pomstě na Homera za to, že způsobil její smrt. Bart pak zařídí, aby Jimbo, Dolph a Kearney Homera přepadli a vystrašili střelbou košilí. Zatímco Maude po tomto činu šťastně odchází, Homerův duch povstane z jeho těla. Bart toho lituje, jelikož jej chtěl pouze vystrašit, nikoli zabít. Bart pak prosí Homera, aby neodcházel do nebe, zatímco ve skutečnosti Líza prosí Barta, aby zůstal s ní (jelikož křivka na grafu se začíná splaskávat).
Když Homer začne stoupat do nebe a cítí, že už mu nic nezbývá, Bart, který nechce, aby měl na svědomí neúmyslnou vraždu svého otce, vystřelí košili do nebeské záře. To způsobí pád Homerova ducha, který přistane zpět v jeho těle a znovu ožije. Rozzuřený Homer začne škrtit Barta za to, že mu zmařil příležitost. Líza se nadále omlouvá Bartovi a přiznává, že ho miluje a chce ho zpět, čímž znovu spustí jeho tep. Bart se k Lízině úlevě probudí a Líza na jeho dotaz přizná, že to ona mu způsobila noční můry, ale on se na ni kvůli tomu nezlobí a naopak ji požádá, aby ho naučila, jak to dělat jiným lidem.
Později, když oslavují Bartovo probuzení z kómatu, se Bart zeptá, jak pozná, že to není jen další sen. Milhouse odpoví, že proto, že na sobě nemá „ten svetr“. Barta zarazí, jak to Milhouse může vědět. Na závěr Bart vypráví Líze, jak jednotliví Springfielďané zemřou.

## Přijetí
Dennis Perkins z webu The A.V. Club udělil dílu hodnocení C− a napsal: „Flandersův žebřík je ubohý zmatek, okořeněný jedním nebo dvěma úsměvnými momenty, který se nikdy nesnaží o skutečnou emocionální odezvu ani o její komické podkopnutí. A tak se jen tak plouží, občas přistane na vtipném nápadu, ale je postaven na katastrofálním základu špatného vykreslení postav a blekotání. Takže když přijde závěr, jen ti nejméně nároční mohou jeho montáž úmrtí postav vnímat jinak než jako laciný gambit, který má s nezaslouženou vahou uzavřít skutečně zklamávající epizodu (a sérii).“
Tony Sokol, kritik Den of Geek, ohodnotil díl čtyřmi hvězdičkami z pěti s komentářem: „Flandersův žebřík je šťastným znovuzrozením. Je nabitý ucházejícími vtipy, postřehovými gagy, a dokonce poskytuje ještě jednu Simpsonovskou epizodu pro Griffinovy, v níž Peter upadl do kómatu, spatřil boha a odčinil své hříchy, jen o půl hodiny později. Bartovy pletky s posmrtným životem a Líziny mentální manipulace vytvářejí vesmírnou komedii, která téměř zabíjí.“
Bernardo Sim ze Screen Rantu díl označil za nejlepší epizodu 29. řady s tím, že se jedná o emociální oblouk jak série, tak i seriálu.
Flandersův žebřík dosáhl ratingu 0,8 s podílem 3 a sledovalo jej 2,10 milionu lidí, čímž se stal nejlépe hodnoceným pořadem toho večera na stanici Fox.